# 森尼賽德 (密西西比州)
森尼賽德（英語：Sunnyside）是位於美國密西西比州利福勒縣的非建制地區。

## 歷史
森尼賽德的郵局於1882年設立，其後於1917年停運。

## 地理
森尼賽德所處的海拔為高於海平面42米（即138英呎），而該地所採用的時區為UTC-6，即北美中部時區（CST）。同時該地設有夏令時間，為UTC-6調快一小時，即UTC-5（CDT）。